# Córrego do Bom Jesus
Córrego do Bom Jesus är en kommun i Brasilien.   Den ligger i delstaten Minas Gerais, i den sydöstra delen av landet, 800 km söder om huvudstaden Brasília. Antalet invånare är 3 732.
Omgivningarna runt Córrego do Bom Jesus är huvudsakligen savann. Runt Córrego do Bom Jesus är det ganska glesbefolkat, med 24 invånare per kvadratkilometer.